# アイエクスプレス
アイエクスプレス (iXpress) は、カナダのオンタリオ州でグランド・リバー交通局(GRT)が2005年から運行している路線バスである。

## 路線
ルート200から204までの5路線がある。

### ルート200

ルート200

ルート200はウォータールー北部にあるコネストーガ・モールからキング・ストリート、高速道路8号線、401号線、24号線（ヘスペラー・ロード）を経由し、ケンブリッジのダウンタウンにあるエインズリー・ストリートのバスターミナルに至る経路を結ぶ急行バス路線である。2005年9月6日から運行が開始された路線で、初めて「iXpress」（冒頭のiはintelligentのiで、ITSの搭載に由来する）の名称を冠した。乗降可能な地点を短間隔で多数配置するGRTの一般路線とは異なり、iXpressは速達効果を高めるため、停車地点を13箇所に絞っている。
運行は政府の支援のもと、全ての曜日で行われており、運行間隔は平日の午前6時から午後6時までが約10分毎、平日夜と土曜は約15分毎、日曜には約30分毎となっている。17箇所の交差点でバスを優先的に通す措置がなされているが、これは優先信号を設置するのではなく、既存の信号の現示時間の調整で行われている。料金・発券体系はGRTの他路線と同一である。
当初ルート200の名称は運行会社内部での使用にとどまっており、路線の案内はもっぱら"iXpress"の名称で行われてきた。キッチナー・ウォータールー地域の中心停留所であるチャールズ・ストリート・トランジット・ターミナルのiXpress用バス乗り場では、運行開始当初はルート200の表示が行われていたが、ほどなく用いられなくなった。しかし2011年9月にiXpress第2の路線であるルート201の運行が開始されたことから、既存路線はルート200として案内されるようになった。

### ルート201
ルート201はキッチナーのフォレスト・グレン・プラザからウォータールー地方道58号線を経由してコネストーガ・モールまでを結ぶ路線である。2011年9月から運行が開始された路線で、iXpressとしては2番目の路線にあたる。当初はウィルフリッド・ローリエ大学までの運行で、路線色が緑に設定されたことから、"Green iXpress"とも呼ばれた。2013年にはコネストーガ・モールまで路線が延長された。

### ルート202
ルート202は2013年9月から運行を開始した路線で、アイラ・ニードルス・ブールバードにあるショッピングモールThe Boardwalkから、コネストーガモールまでをユニバーシティー・アヴェニュー沿いに結ぶ。開業時は一日当たり3400人が利用し、2016年時点での目標値として設定されていた2600人を上回った。混雑が激しいことから、GRTではルート202を運行するバスの追加を検討することとなった。

### ルート203
ルート203は2014年4月から運行を開始した。

### ルート204
ルート204は2015年9月から運行を開始した。ショッピングモールThe Boardwalkからオタワまで、キッチナーを東西に結ぶ。

## 車両

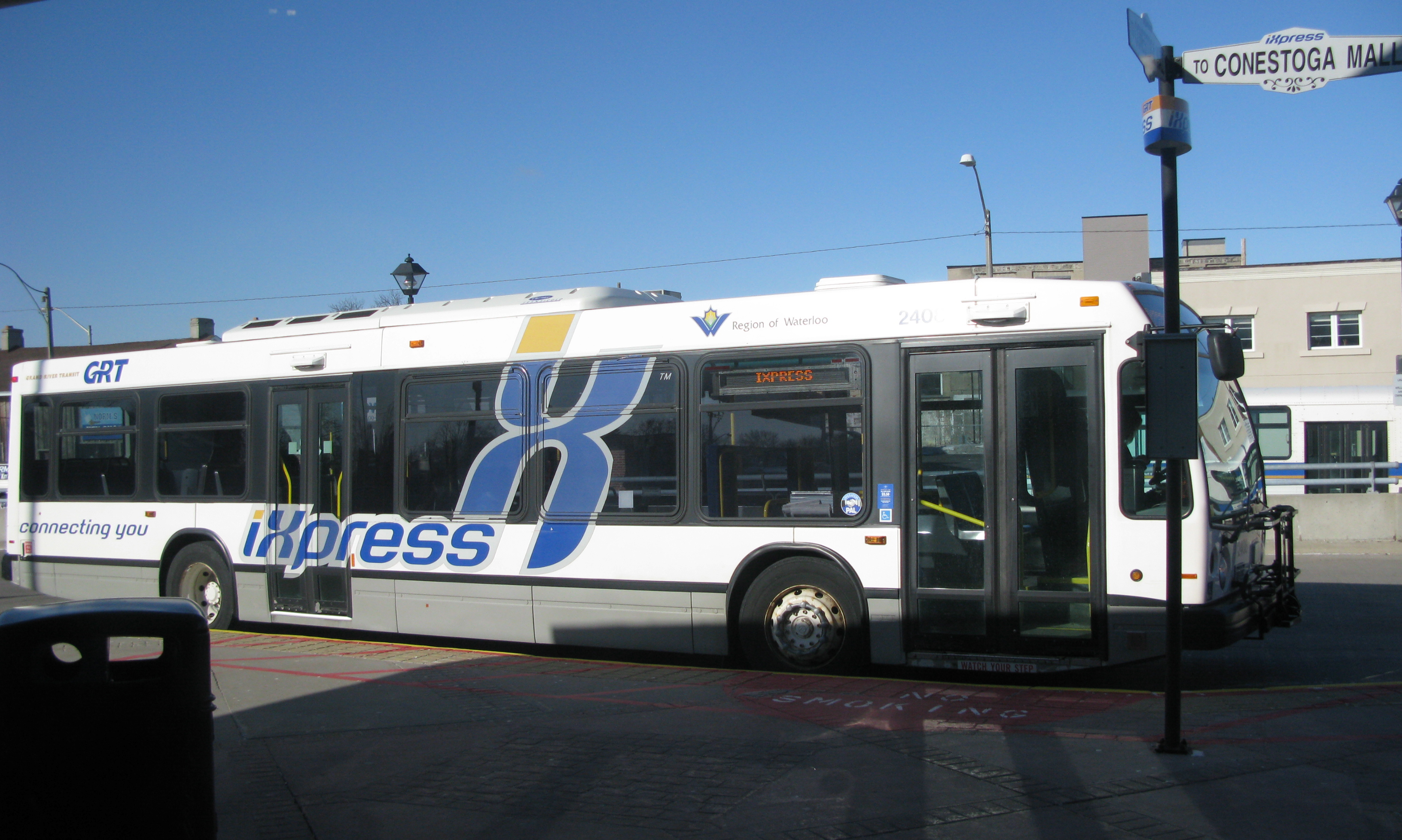
iXpress塗装車

使用する車両はGRTの他路線で使用されている車両とは異なり、白色で両側にiXpressのロゴを大きくあしらった特別な塗装を採用している。この特別塗装車は標準塗装車が不足した場合は一般路線を走ることもある。逆に標準塗装車がiXpressに使用されることも稀にある。
iXpress塗装車は全てNova Bus社のLFSモデルで、2004年導入の2408号-2409号、2009年導入の20901号-20913号、2010年導入の21001号-21006号がある。2009年秋には既存のiXpress車の更新用に新しいNova LFSモデルが導入された。新車導入に伴い、2004年に導入された旧車両の一部はGRT標準の塗装に戻され、iXpress塗装のまま使用されている2004年導入車は2台のみとなっている。
車両には正面にLED画面が取り付けられるとともに、案内放送も流れ、乗客が次の停留所を確認できるようになっている。
ルート201に用いられる車両はフォレスト・グレン発着の一般路線と共用のため、GRT標準の塗装である。

## 停留所の設備
全ての停留所では乗客向けに運行状況が表示され、さらに主要停留所にはロッカーや自転車を収容できるラックを備える。

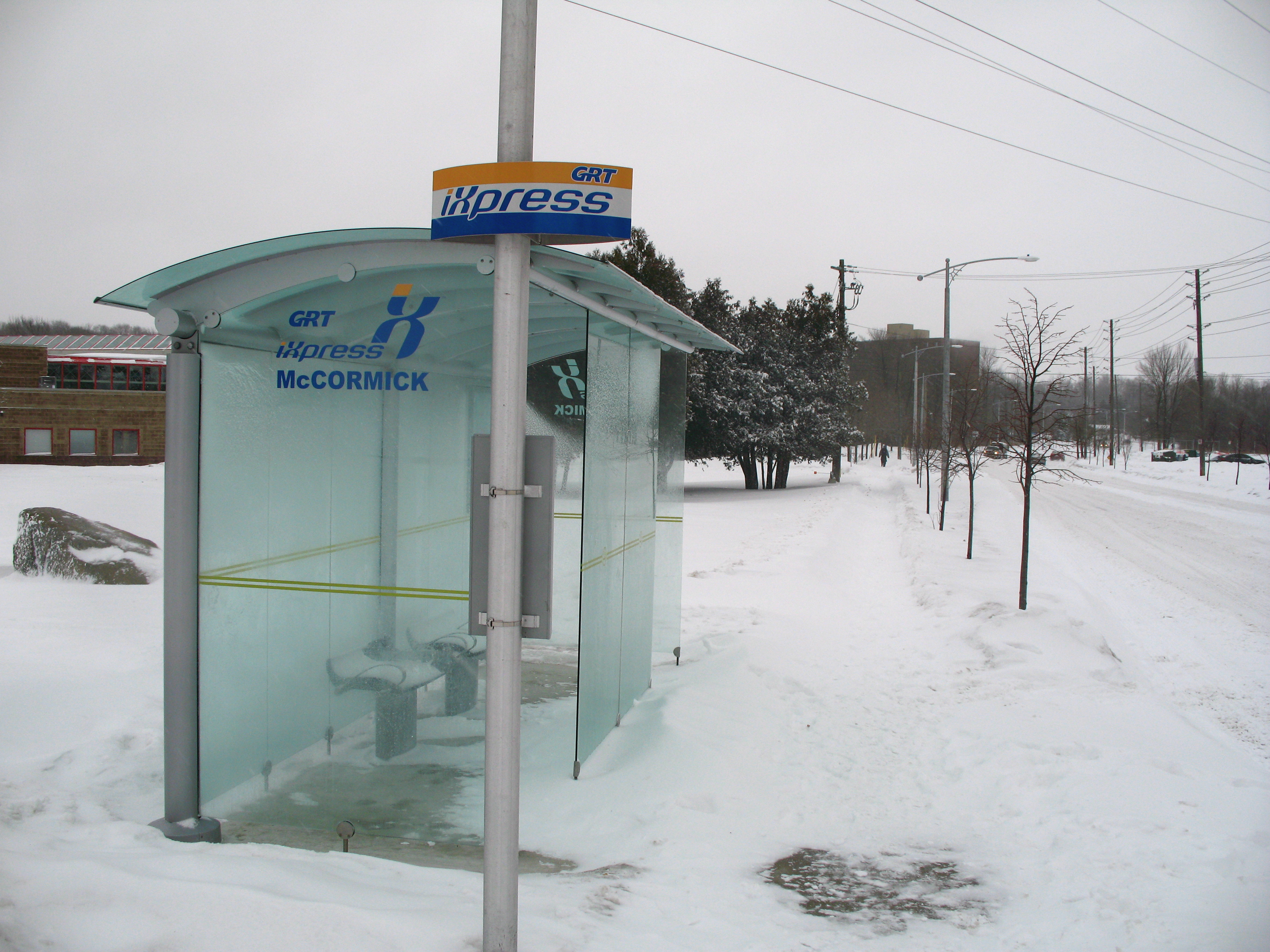
アイエクスプレスが停車する停留所は特別な仕様になっている。